# Elő-Ausztria
Elő-Ausztria vagy Habsburg Elő-Ausztria, németül: Vorderösterreich, korábban Vorlande vagy Österreichische Vorlande vagy Habsburgische Vorlande, gyűjtőfogalom, a Habsburg-család azon régi nyugat-európai birtokainak megjelölésére, melyek Tiroltól és a középkori Bajor Hercegségtól nyugatra, a Német-római Birodalom más fejedelemségei közé ékelten feküdtek. A Habsburg Monarchia e korábbi tartományai főleg a mai Svájc, az ausztriai Vorarlberg, a franciaországi Elzász területén, Belfort vidékén, a németországi Baden-Württemberg szövetségi tartomány déli részén és a bajorországi Svábföld területén feküdtek, szigetvilágként szétszórva. Mivel e tartományokat a Habsburgok tiroli ága uralta, a szóhasználat időnként magát Tirolt is (tévesen) Elő-Ausztriához sorolja. Nevének (Vorlande) jelentése kb. „Ausztria előtere”, Nyugat-Európából nézve ezek Ausztria „előretolt területeit” képviselték.
Az egykori Elő-Ausztriában feküdtek a Habsburgok legrégebbi ismert szállásbirtokai, így a Habsburg-vár (a svájci Habsburg községben, Aargau kantonban) és az ottmarsheimi apátság Elzászban. A 13. századtól a 19. század elejéig (a napóleoni háborúkig), mintegy félezer év alatt e földeket a Habsburgok lépésről lépésre elvesztették, eladták vagy elcserélték. A tartomány részeinek új birtokosai az Ósvájci Konföderáció kantonjai és városai, a Francia Királyság, a Bajor Hercegség, a Württembergi Hercegség és a Badeni Őrgrófság lettek. A Habsburgok egykori elő-ausztriai földjei közül csak Vorarlberg tartomány maradt az újkori Habsburg Birodalom (és a mai Ausztria) keretei között. Elő-Ausztria, hasonlóan az egész középkori Osztrák Hercegséghez (1453 után Osztrák Főhercegséghez) a 14. századtól a 19. század elejéig a Német-római Birodalom részei, és annak megszűnése után még néhány évig még az Osztrák Császárság részei is voltak, végső elvesztésükig.

## Létrejötte a középkorban

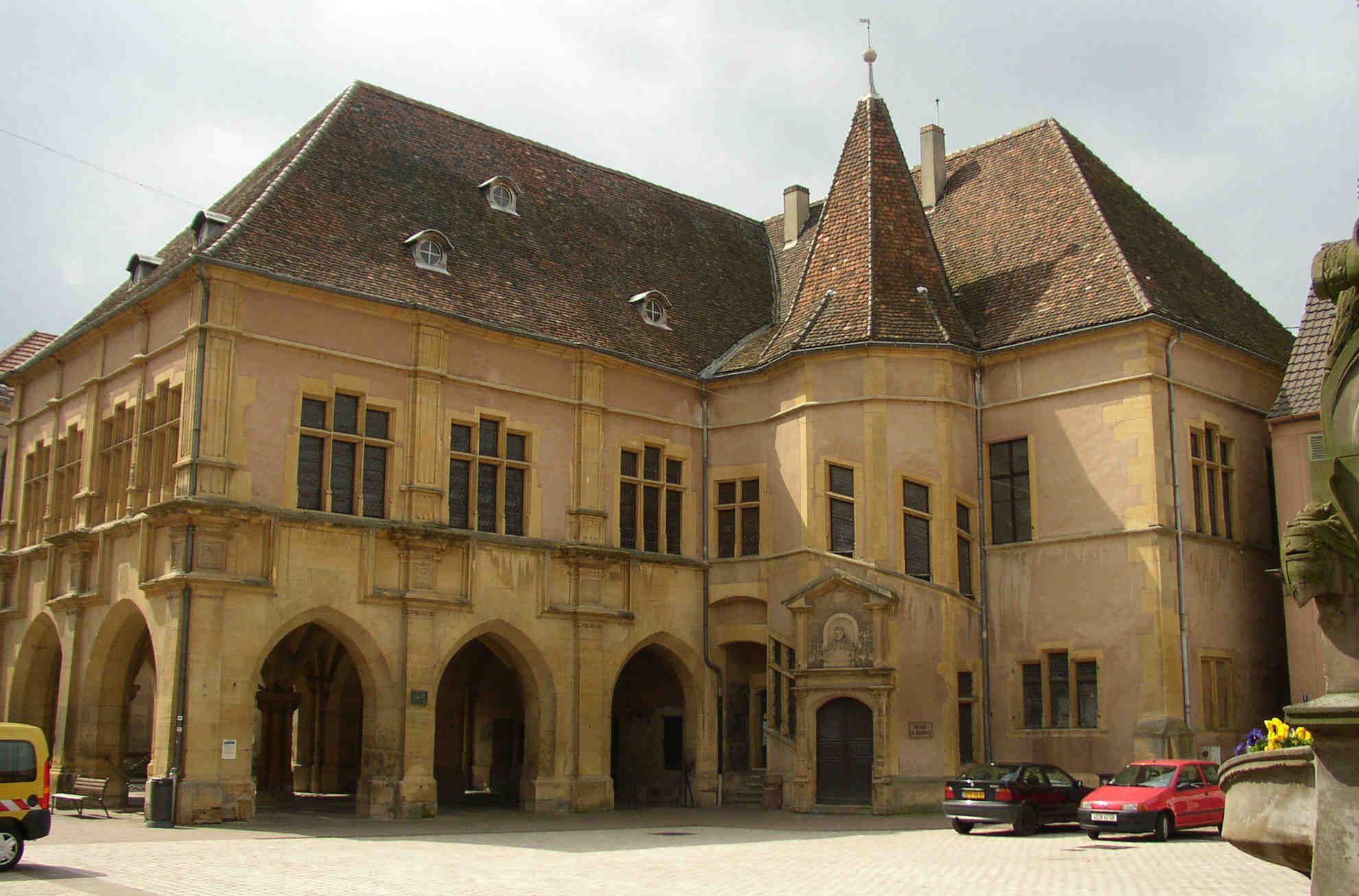
A Régens-palota Ensisheimben

Az 1278-as dürnkruti csatában életét vesztette II. (Přemysl) Ottokár cseh király. A győztes Habsburg Rudolf gróf, német király, elzászi és svájci birtokai mellé, megszerezte a Babenbergek örökségét, Alsó- és Felső-Ausztriát, Stájerországot és Karintiát a Habsburg-család számára. Miután a Habsburg-birtokok súlypontja átkerült keletre, az Osztrák Hercegségbe, Elő-Ausztria már csak apró foltokból álló, szétdarabolt függeléke maradt a Habsburg Monarchiának. Gúnyiratokban „a kétfejű sas faroktollai”-nak nevezték őket.
A svájciaktól elszenvedett 1315-ös morgarteni és 1386-os sempachi vereségek után a Habsburgok eredeti törzsbirtokait az Ósvájci Konföderáció elragadta. A megmaradt elő-ausztriai területek legfontosabb része az Osztrák-Svábföld maradt. Ennek legfontosabb részei voltak: a Sundgau (Dél-Elzászban, a mai Haut-Rhin megyében) és a Breisgau-vidék (a mai Baden-Württemberg délnyugati részén). A tartományi igazgatás székhelye Ensisheim volt, Mülhausen (Mulhouse) közelében. Az elöljáróság a gótikus Régens-palotában székelt. A legnagyobb város, Freiburg im Breisgau, amely 1368-ban meghódolt a Habsburgoknak, hosszú időn át vallási és kulturális központ volt. Elő-Ausztriával lazább kapcsolatban álltak további kisebb, szétszórtan fekvő birtokok, Felső-Svábföldön és Allgäu tartományban. Legjelentősebb közülük a Burgaui Őrgrófság volt, melyet Habsburg Albert szerzett meg 1301-ben. Zsigmond osztrák főherceg, Tirol grófja 1469–1474 között Elő-Ausztria legnagyobb részét elzálogosította Merész Károly burgundi hercegnek.

## Történelme a kora újkorban

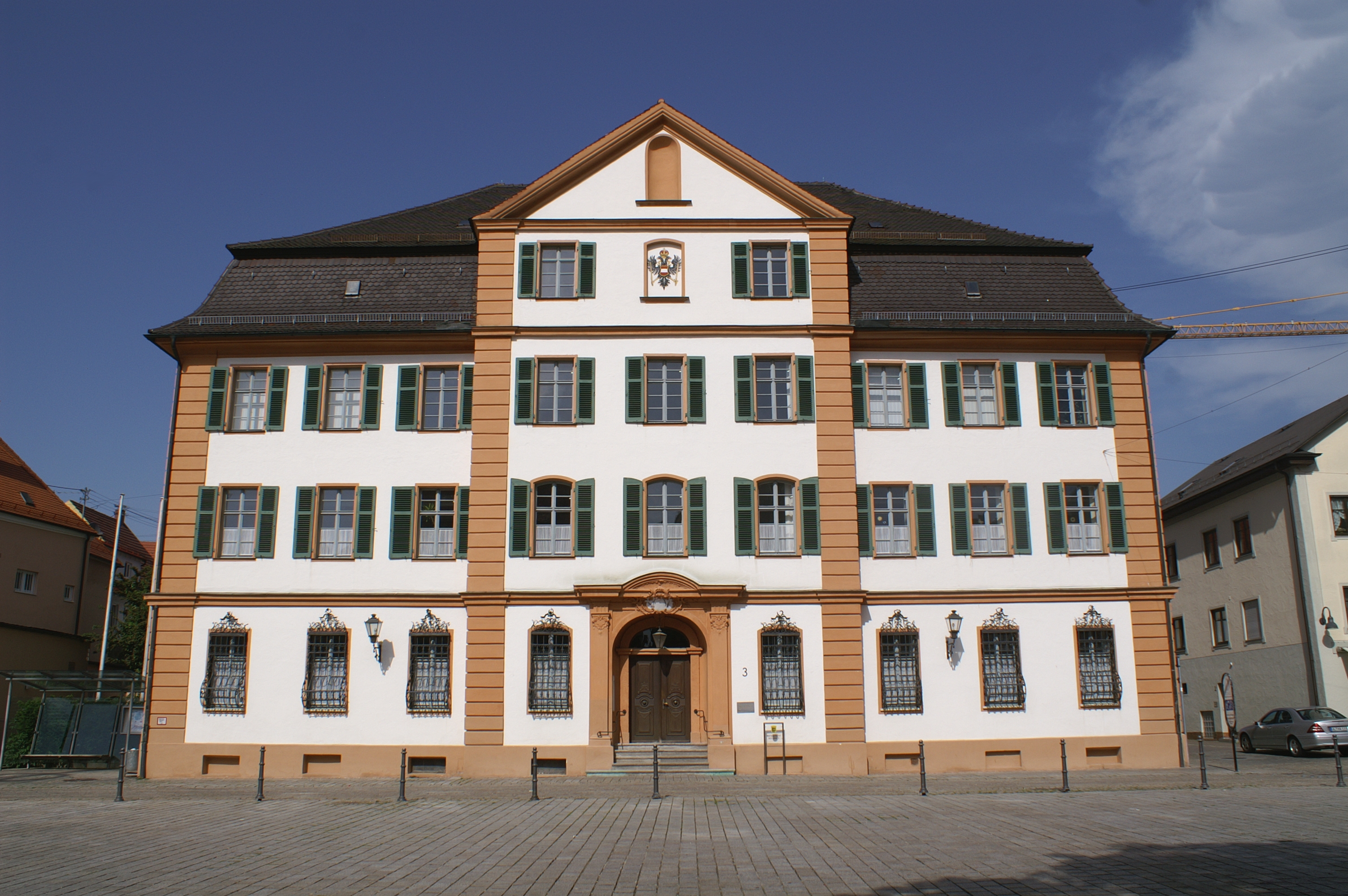
A tartományi rendi gyűlés háza a svábföldi Ehingenben (1346–1805 között Habsburg, utána bajor birtok

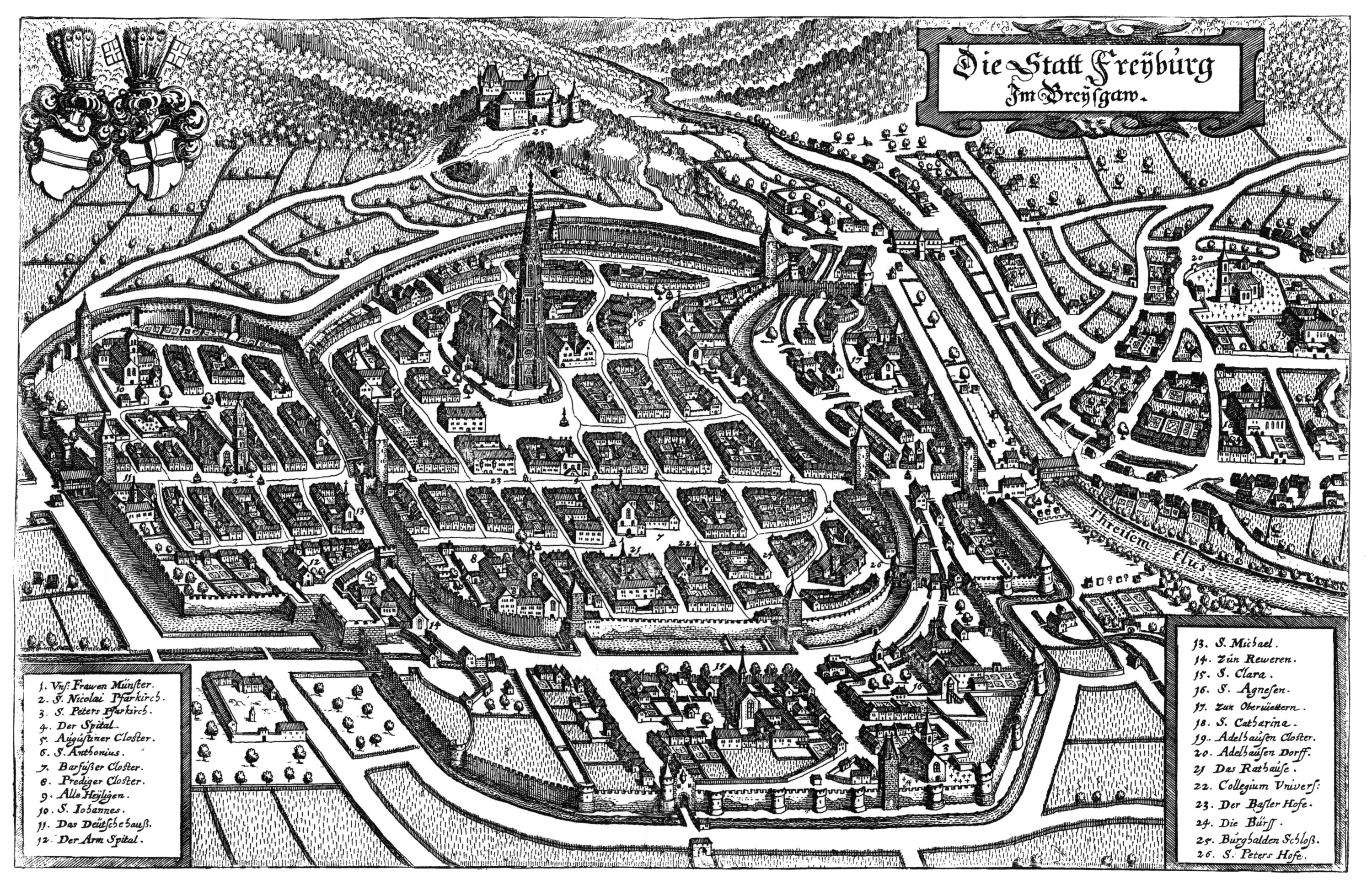
Freiburg im Breisgau (Matthäus Merian metszete, 1644)

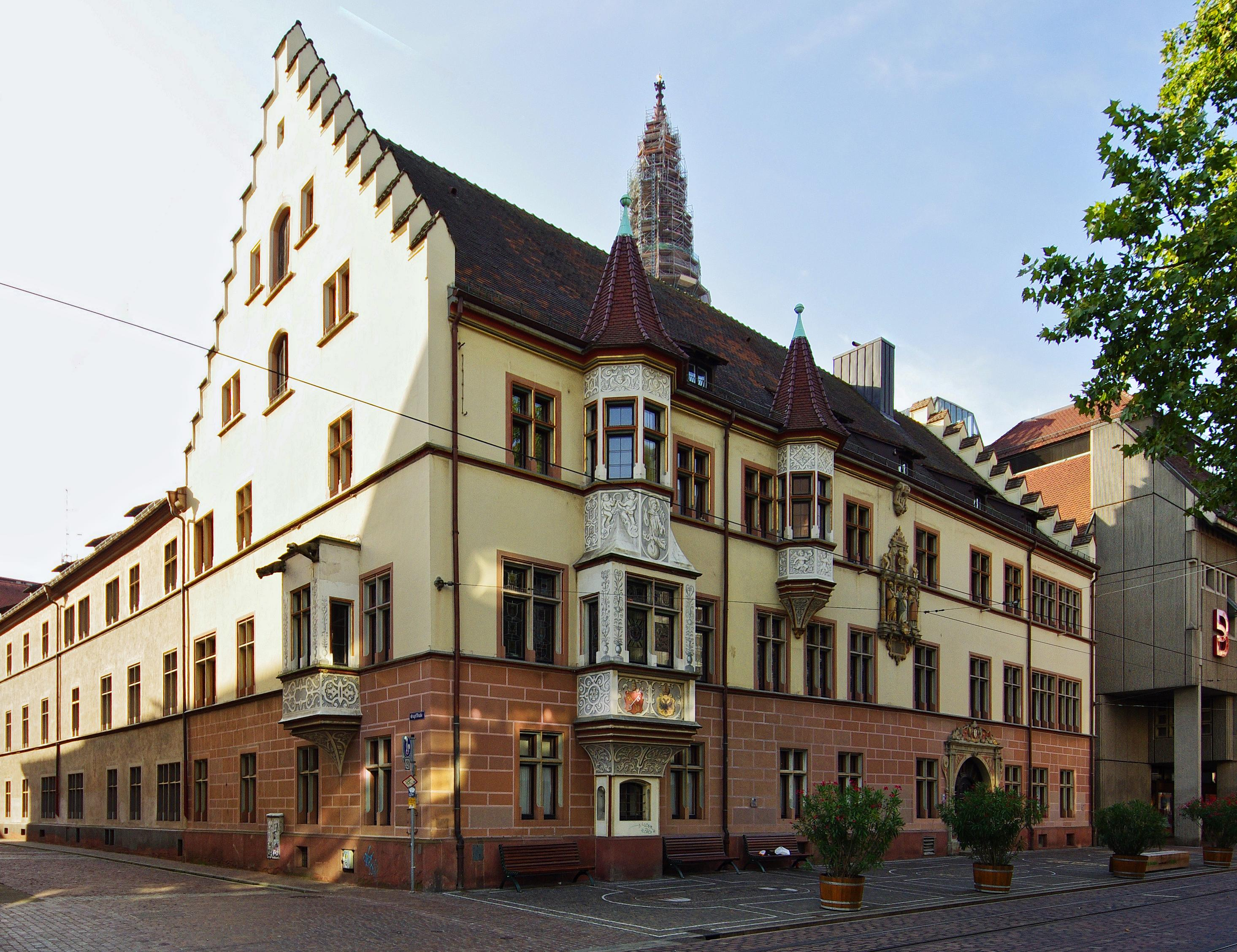
A Basler Hof Freiburgban

A késő középkorban és korai újkorban a Habsburg-családon belül több birtok-felosztás történt, Elő-Ausztria (a Vorlande) mindig a család Tirolt uraló ágának jutott, így Austria Superior-hoz, a korabeli köznyelvben Felső-Ausztriához (Oberösterreich) tartozott. (Ez a történelmi terület nem azonos a későbbi Felső-Ausztria Hercegséggel, amely egybeesik a mai Felső-Ausztria szövetségi tartománnyal). A tartományt mindig Innsbruckból igazgatták, 1490 óta itt közös hatóság működött Tirol és a Habsburg-Vorlande kormányzására.
1640-ben, a harmincéves háború idején Medici Klaudia tiroli grófné, V. Lipót osztrák főhercegnek, Tirol tartományurának özvegye a Württembergi-ház tartományai közül megszerzett három zálogbirtokot (Achalmot, a Hohenstaufeni várat, és Blaubeuren-t). Ezek a háború végéig, 1648-ig Elő-Ausztriához tartoztak. A vesztfáliai béketárgyalásokon azonban a Habsburg-Elzász kancellárja, Isaak Volmar nem tudta elismertetni a friss területi szerzeményeket, mert a birodalmi fejedelmek III. Eberhard württembergi herceg igényét támogatták, így a Württembergi Hercegség visszakapta a három zálogbirtokot. Az 1648-as békeszerződésben Habsburg-Elzászt (elsősorban a dél-elzászi Sundgaut és a Rajna jobb partján fekvő Breisach am Rhein városát a Francia Királyság szerezte meg. Emiatt 1651-ben az addigi Ensisheim helyett Freiburg im Breisgau városa lett Elő-Ausztria fővárosa, a tartományi kormányzat a Basler Hof nevű gótikus épületbe költözött (A házat 1945-ben lebombázták, 1952-ben újjáépült, ma ismét a freiburgi elöljáróság székháza).
A Szent Liga háborújában elért Habsburg hódítások és Magyarország elfoglalása után az elő-ausztriai tartományok nagyszámú lakosa költözött át a Habsburg Birodalom új délkeleti határvidékeire, a Magyar Királyság területére. Utódaik a dunai svábok.
1780 körül Elő-Ausztriának kb. 400 000 lakosa volt, beleértve Vorarlberget is, amelyet 1782-től kezdve ismét Innsbruckból igazgattak. A Mária Terézia főhercegnő és fia, II. József császár uralkodása alatt a Birodalomban bevezetett reformok Elő-Ausztriában is erős ellenállásba ütköztek. A napóleoni háborúk éveiben Elő-Ausztria további területei váltak le a Birodalomról. A Bodeni-tó melletti Tettnang 1805-ben a pozsonyi békeszerződésben Bajorországhoz került (aki 1810-ben a Württembergi Királyságnak adta tovább). A Rajna-menti Ortenau-t és a Fekete-erdő déli részén fekvő Gersbachot (ma Schopfheim része) eladták a Badeni Őrgrófságnak.

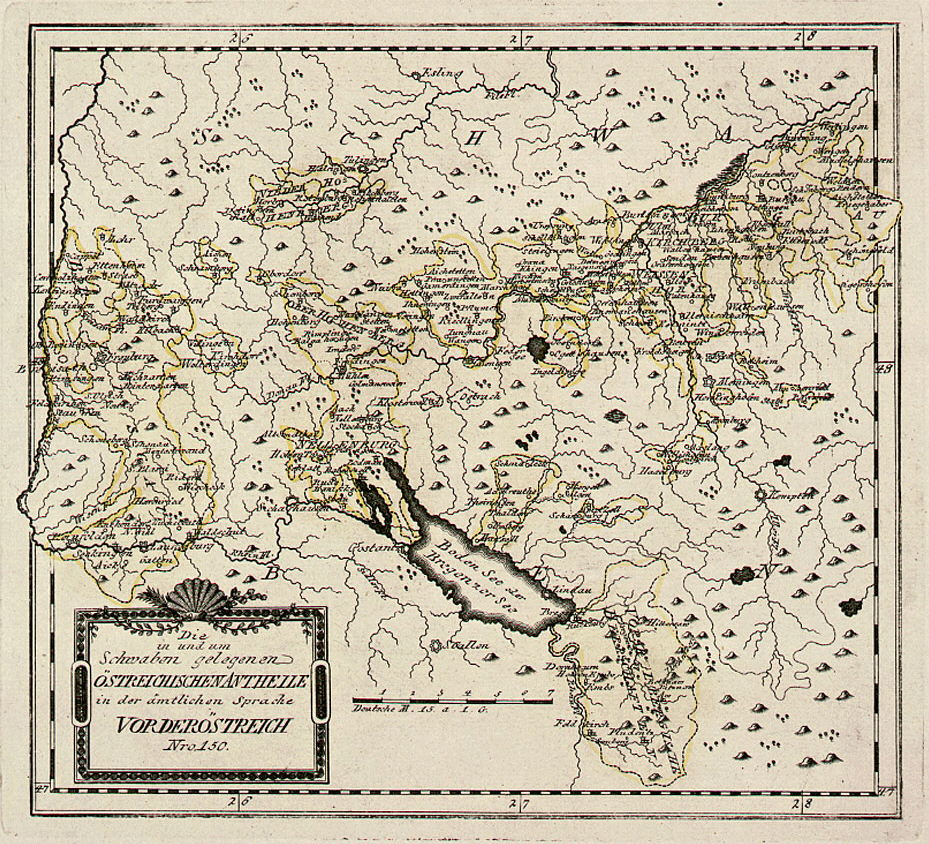
Ausztria svábföldi és azzal szomszédos birtokai, 1792 k.

## Elő-Ausztria közigazgatási beosztása 1790 után
- Breisgaui elöljáróság (Oberamt Breisgau), Freiburg im Breisgau központtal: Herbolzheim, Triberg, a Breisach-vidék, Krozingen, Waldshut, a Rajnától délre az Aargau kantonbeli Laufenburg és Rheinfelden, a mai Frick-völgy (Fricktal), a Fekete-erdő keleti peremén Villingen és Bräunlingen.
- Offenburgi elöljáróság (Oberamt Offenburg): néhány település az Ortenau-vidéken (maga Offenburg birodalmi szabad város volt),
- Hohenbergi elöljáróaság (Oberamt Hohenberg), az egykori Hohenbergi Grófság: a Neckar felső folyása mentén, Rottenburg am Neckar székhellyel (Horb, Oberndorf községek) és a Schwäbische Alb hegység nyugati pereme, Schömberg és Spaichingen.
- Nellenbergi elöljáróság (Oberamt Nellenburg), az egykori Nellenburgi Tartománygrófság: a Hegau-körzet (Tengen, Aach), a Bodeni-tó északnyugatra Stockach, Radolfzell a Dunáig (Mengen, Gutenstein (Sigmaringen része), Saulgau, Riedlingen vidéke.
- Altdorfi elöljáróság (Oberamt Altdorf), az egykori Landvogtei Schwaben, Weingarten székhellyel: a Bodeni-tó északi partjának keleti szakaszán, a Schussen-völgy (Schussental), Waldsee, az Ostalb járásig (Schelklingen, Riedlingen városa), és a Westallgäu, Leutkirch im Allgäu birodalmi város környéke.
- Tettnangi elöljáróság (Oberamt Tettnang), az egykori Tettnangi Birodalmi Grófság : a Bodeni-tó északi partjának középső szakaszán, Tettnang és Wasserburg am Bodensee körül. Egy része a Montfort grófok felségterülete volt.
- Günzburgi elöljáróság (Oberamt Günzburg), az egykori Burgaui Őrgrófság : Günzburg székhellyel, a bajorországi Svábföld (Krumbach, Weißenhorn, Burgau, Ziemetshausen) és a mai baden-württembergi Alb-Donau járás, Ehingen város.
- Winnweileri elöljáróság (Oberamt Winnweiler) : Winnweiler és környéke, és néhány település Mainztól délre, Kirchheimbolanden környékén.
- Konstanz városa.
- Bregenzi elöljáróság (Oberamt Bregenz), azaz Vorarlberg 1780 körül a Tirol és Vorarlberg Hercegesített Grófságának(wd) része volt.

## Elő-Ausztria elvesztése

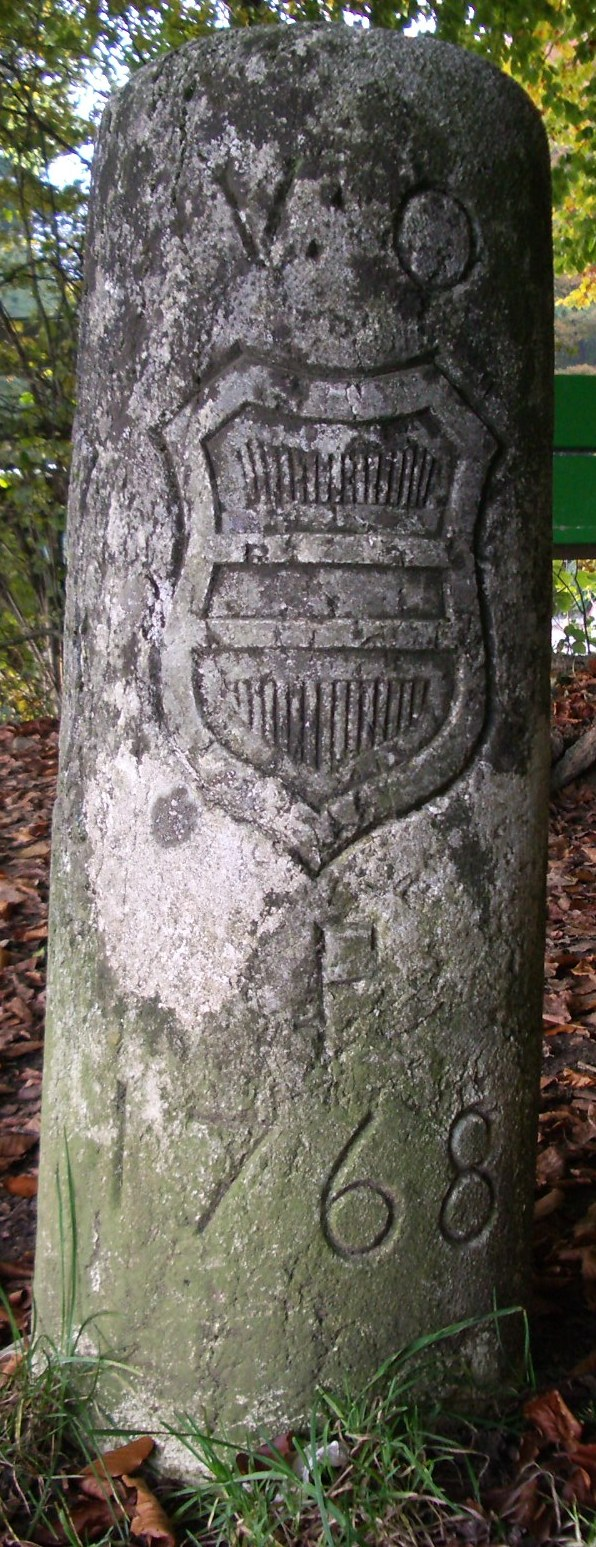
Elő-ausztriai határjelző kő, 1768-as évszámmal, a svájci Salhöhe hágóban, a mai Solothurn és Aargau kantonok határán

A francia forradalmi háborúk kitörésével Ausztria sorra elveszítette nyugat-európai területeit. A Rajnától délre fekvő birtokok már 1799-ben elvesztek. A Frick-völgy (Bázeltől keletre, Rheinfelden és Aarau városok között) előbb francia protektorátus lett, majd 1802-től Bonaparte első konzul rendeletével a Helvét Köztársaság önálló kantonja lett, 1803-ban óta Aargau kantonba olvasztották.
Az 1805-ös pozsonyi békeszerződésben a Habsburgok elvesztették Elő-Ausztria teljes területét. Történelmi Habsburg birtokok kerültek át a Francia Császársághoz hű Rajnai Szövetség újonnan kreált tagállamaihoz, így Bregenz egyes részei, Günzburg és Weißenhorn az új Bajor Királysághoz, a Breisgau az új Badeni Nagyhercegséghez, a Neckar-menti Rottenburg és Horb az új Württembergi Királysághoz került, több, Sigmaringen környéki területet a Hohenzollern-ház szerzett meg, további kisebb területeket a Hesseni Nagyhercegséghez csatoltak. Délnyugat-Németország területi összetétele gyökeresen átalakult.
Az impériumváltás néhány vidéken ellenállásba ütközött. A svábföldi Günzburg elöljárósága csak a bajor kormányzat komoly fenyegetése nyomán volt hajlandó lecserélni városuk címerében Ausztria piros-fehér-piros címerét a bajor címerképre. Weißenhorn, Freiburg im Breisgau, Breisach am Rhein és Endingen am Kaiserstuhl városkapuin napjainkig ott díszeleg a kétfejű sasos Habsburg-címer. A villingeni régi városháza egyik főhomlokzatán ugyancsak megtartották a Habsburg-jelképet.
Az 1973/74-ban létrehozott baden-württembergi Breisgau-Hochschwarzwald járás megalapítása óta viseli címerében Ausztria színeit, hogy a terület legnagyobb részének történelmi kötődését megőrizze. 1815-ben, a bécsi kongresszus megtárgyalta azt a felvetést, hogy Ausztria mondjon le a Salzburgi Érsekségről, és helyette ismét visszakaphatná a Breisgau vidékét. Breisgau lakosai, akik delegációval képviseltették magukat a kongresszuson, egyetértettek a tervvel, és beadványt intéztek Ausztria császárához és Oroszország cárjához is, kérve az uralkodókat, járuljanak hozzá, hogy lakóhelyük Ausztriában maradhasson. Ám végül az összbirodalom gyakorlatias szempontja érvényesült, Ausztria Salzburgot választotta, mert a Habsburg Birodalom államterülete így összefüggőbb, „kerekebb”, katonailag jobban védhető lett.
A területvesztések között különös kivétel az apró Hohengeroldsecki Grófság esete. Ez a Badeni Nagyhercegség területén, a Fekete-erdőben (Lahr közelében) feküdt, és korábban sosem volt Habsburg birtok. 1815-ben a bécsi kongresszus mégis Ausztriának ítélte, osztrák exklávé lett az Ortenau és a Breisgau közötti határövezetben. A Szent Szövetség 1818-as aacheni kongresszusán Ausztria területcsere révén meg is szabadult tőle, a grófság beolvadt az őt körülvevő Badeni Nagyhercegségbe. A cserébe kapott alsó-frankföldi Steinfeldet Ausztria továbbadta a Bajor Királyságnak.
A bécsi és az aacheni kongresszusok területi döntéseivel véget ért Elő-Ausztria öt és fél évszázados történelme. Az Osztrák Császárság összes korábbi nyugat-európai birtoka – az egyetlen Vorarlberg kivételével – átkerült a Német Szövetség (a mai Németország) és Svájc felségterületére.

## Elő-Ausztria öröksége

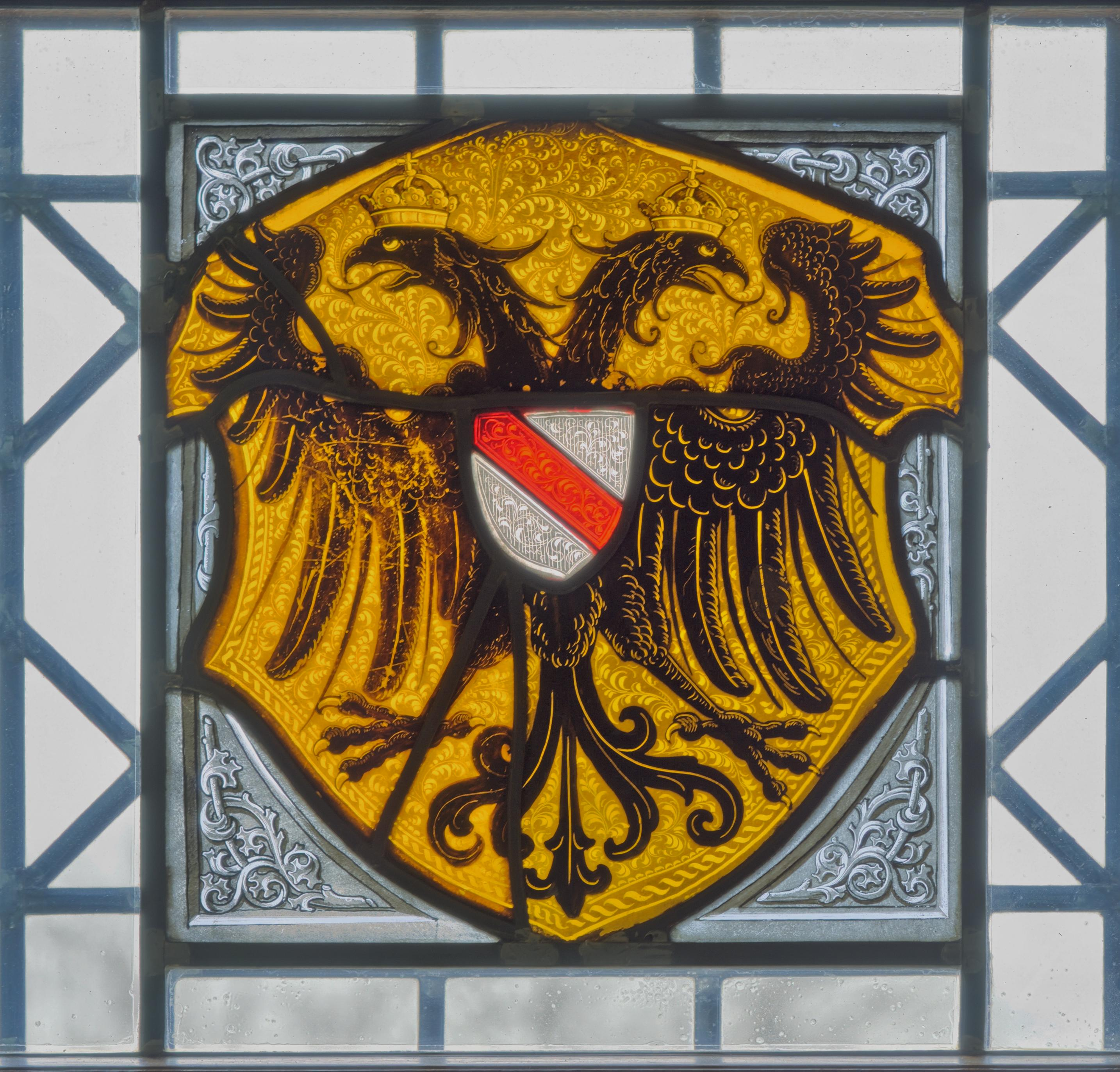
A kétfejű Habsburg-sas a Badeni Őrgrófság kiscímerével (Staufen im Breisgau, Baden-Württemberg)

Elő-Ausztria címere Baden-Württemberg nagy címerében (címertanilag bal oldalon)

A Habsburg Elő-Ausztria hosszú időn át való fennállása hozzájárult ahhoz, hogy Baden-Württemberg déli felében fennmaradt a római katolikus vallás túlsúlya, míg a környező német és svájci államokban a protestáns kerekedett felül. Ennek építészeti emléke a nagyszámú katolikus templom és kolostor.
A mai Baden-Württemberg szövetségi tartomány nagy címerének része a Habsburg kiscímer, emellett a tartomány számos községe is megtartotta címerében a Habsburg-család (a mai Ausztria) piros-fehér-piros színeit vagy a kétfejű sast, történelmi hagyományőrzésként.
Bajorország szövetségi tartományban Missen-Wilhams község napjainkig a címerében viseli Ausztria színeit.